# علم الفلك الكروي

رسم تخطيطي لعدة مصطلحات في علم الفلك الموضعي

علم الفلك الكروي أو الموقعي هو فرع من فروع علم الفلك يستخدم لتحديد مواقع الأجسام في القبة السماوية, في تاريخ محدد ووقت محدد ومكان محدد من على سطح الأرض، ويعتمد علم الفلك الكروي على الطرق الرياضية للهندسة الكروية والقياسات الفلكية.